# 范文全
范文全（1922年3月24日—2019年9月21日），越南共和國法官、律師、官員及外交官，曾任越南共和國駐象牙海岸大使。

## 生平
1922年3月24日，范文全出生於法屬印度支那西貢。
1943年畢業於河內朱爾斯·布雷維耶農林高等學校（Ecole Supérieure d'Agriculture et de Sylviculture Jules Brévié），1949年在里昂大學取得法律學位，早年曾於大眾信用銀行任職檢查員，1951-54年任西貢初審法院裁判官及高級預審法官，1954-55年任越南國內務部政治事務司司長，1955-59年任制憲議會及立法議會代表，1959年任西貢上訴法院律師，1964年任名人會議秘書長，1965-66年任總理辦公室部長，1966-72年任駐象牙海岸大使（兼任駐達荷美、尼日爾、多哥及上伏塔大使）。
2019年9月21日，范文全在法國埃松省伊韋特河畔比爾逝世。

## 個人生活
已婚，育有五子一女。